# MechWarrior 2: 31st Century Combat
MechWarrior 2: 31st Century Combat é um jogo produzido pela Activision em 1995, e a segunda parte da série de jogos MechWarrior. Ele separa-se do original board game BattleTech, colocando o jogador dentro da cabine do Robo.
Originalmente desenvolvido para MS-DOS, foi portado para uma variedade de plataformas, incluindo  Windows, Apple Macintosh e o seqüencia de consoles Sega Saturn e PlayStation (como MechWarrior 2:Edição Arcade de Combate). O MS-DOS, Windows e Mac compartilham da mesma jogabilidade, enquanto que as conversões mecânicas e gráficas para os consoles do mesmo enfatizavam o estilo arcade de ação sobre a simulação tática do lançamento do PC original.